# Scogli Zovinzi
Gli scogli Zovinzi o Gavinaz sono due isolotti vicino alla costa dalmata settentrionale, nel mare Adriatico, in Croazia. 
Fanno parte dell'arcipelago zaratino. Amministrativamente appartengono al comune di Poschiane nella regione zaratina.

## Geografia
Gli scogli Zovinzi si trovano nel canale di Vergada (Vrgadski kanal), a sud-est di Poschiane e a nord-ovest di punta della Tonnara (rt Glavina) e dell'omonimo porto (uvala Torovi):
- Zovinzo Grande[7] o Zovinzo[8] (in croato Žavinac Veli), si trova a 580 m[9] circa da punta della Tonnara e 430 m[9] dalla costa dalmata. Misura circa 280 m di lunghezza per 120 di larghezza[9], ha una superficie di 0,028 km²[1] e la costa lunga 0,68 km[1].
- Zovinzo Piccolo[10] (Žavinac Mali), ha una forma arrotondata, la sua superficie è di 0,012 km²[1] e la costa lunga 0,39 km[1]; si trova circa 200 m[9] a nord-ovest di Zovinzo Grande 43°53′37″N 15°31′08″E.

### Isole adiacenti
- Santa Giustina
- Scogli Babugliaz, a nord-ovest.

### Cartografia
- (HR) Mappa topografica della Croazia 1:25000, su preglednik.arkod.hr. URL consultato il 27 febbraio 2017.
- G. Giani, Carta prospettiva delle Comuni censuarie della Dalmazia, foglio 6, 1839. Fondo Miscellanea cartografica catastale, Archivio di Stato di Trieste.
- Carta di cabottaggio del mare Adriatico, foglio VII, Milano, Istituto geografico militare, 1822-1824. URL consultato il 17 febbraio 2017 (archiviato dall'url originale il 13 aprile 2013).